# كاستل برين غوين (للنيدن)
كاستل برين غوين (بالإنجليزية: Castell Bryn Gwyn)‏ هي منطقة سكنية تقع في المملكة المتحدة في بريطانيا العظمى.